# Dolenice
Obec Dolenice (německy Tulnitz) se nachází v okrese Znojmo v Jihomoravském kraji. Žije zde 132 obyvatel.

## Název
V nejstarším písemném dokladu ze 12. století je vesnice uvedena jako Dolné, tedy "místo v dolině". Ze 13. století je doloženo jméno s podobnou motivací, Podolice, což bylo původně (v podobě Podolici) pojmenování obyvatel vsi, které znamenalo "lidé obývající podolí" (obecné podolí bylo slovo vytvořené jako protiklad k pohoří a označovalo níže položená místa). Poté na několik století scházejí písemné doklady, k roku 1718 je vesnice uvedena pod německým jménem Tullnitz jako pustá (znovu osídlena byla po roce 1751). Německé Tullnitz zřejmě vzniklo úpravou českého Důlnice nebo Dolnice (obojí v jednotném čísle), což bylo zpodstatněné přídavné jméno dolná (tj. ves ležící v dolině, v údolí). V polovině 19. století vznikl hláskovou úpravou německého jména tvar Tulnice později upravený (podle nejstaršího písemného dokladu) na Dolenice.

## Historie
První písemná zmínka o vesnici se vztahuje k roku 1046 (z nepravé zakládací listiny boleslavské kapituly sepsané ve 12. století).

## Demografie
| Sčítání lidu | Obyvatelé celkově | Národní příslušnost | Národní příslušnost | Národní příslušnost |
| Rok          | Obyvatelé celkově | Němci               | Češi                | jiné                |
| ------------ | ----------------- | ------------------- | ------------------- | ------------------- |
| 1880         | 458               | 399                 | 59                  | 0                   |
| 1890         | 364               | 309                 | 55                  | 0                   |
| 1900         | 360               | 309                 | 51                  | 0                   |
| 1910         | 393               | 357                 | 36                  | 0                   |
| 1921         | 440               | 348                 | 87                  | 5                   |
| 1930         | 388               | 285                 | 98                  | 5                   |

## Obecní symboly
Zelený podklad v obecních symbolech odkazuje na zemědělskou tradici v obci. Kolík s vinnou révou symbolizuje vinařskou tradici. Stříbrný/bílý kříž má znázorňovat historicky nejstarší majitele obce – ženský cisterciácký klášter. Lilie je odvozena z mariánské symboliky pečetí abatyší a konventu kláštera.
Blason znaku: V zeleném štítě se nachází stříbrný heroldský kříž, v něm je zelená vinná réva se čtyřmi zelenými hrozny obtočená okolo černého kolíku. V příčném rameni kříže je provázená dvěma červenými liliemi.
Blason vlajky: Zelený list s bílým středovým křížem a s rameny širokými tři jedenáctiny šířky listu. Ve svislém rameni kříže je zelená vinná réva se čtyřmi zelenými hrozny obtočená okolo černého kolíku provázená ve vodorovném rameni dvěma červenými liliemi. Poměr šířky k délce listu je 2:3.

## Doprava
Okrajem vesnice vede železniční železniční trať Brno – Hrušovany nad Jevišovkou-Šanov, na které se nachází zastávka Dolenice.

## Pamětihodnosti
- Kaple Povýšení svatého Kříže na návsi
- Socha svatého Jana Nepomuckého
- Krucifix za domem na pravé straně vozovky při výjezdu z obce směrem na Břežany
- Krucifix na vyvýšenině po levé straně vozovky při vjezdu do obce
- Krucifix v polích za obcí Dolenice při polní cestě směrem na obec Jiřice u Miroslavi
- Krucifix v polích za posledním domem v prostřední ulici (lidově nazývané: Revoluční)
- Krucifix u kaple na návsi
- Malá výklenková kaple Panny Marie Pomocné v polích směrem k městské části Miroslav-Kašenec